# Banshee (cuento de Ray Bradbury)
Banshee es un cuento autobiográfico escrito por Ray Bradbury y publicado en la revista Gallery en septiembre de 1984. Ese mismo mes también apareció en el número de septiembre-octubre de Rod Serling's The Twilight Zone Magazine (vol. 4 núm. 4), de la misma editorial (Montcalm Publications). Forma parte de la antología de cuentos de Bradbury de 1988 The Toynbee Convector.
Pertenece a la serie "Irish Stories" y fue utilizado por el autor en su libro Green Shadows, White Whale (1992), que ofrece un relato novelado de su viaje a Irlanda en 1953-1954.

## Bradbury y John Huston
La historia se basa en las experiencias de Bradbury con John Huston durante la escritura del guion de la película Moby Dick (1956), dirigida por Huston y adaptada al cine por Bradbury a partir de la novela de Herman Melville. Moby Dick es la única novela que no fue suya y que Bradbury adaptó al cine.
Según cuenta Bradbury:

"Me eligió para hacer el guión de Moby Dick porque mi cuento La sirena, en el que un monstruo marino, un plesiosaurio, se enamora de un faro le recordaba a Melville. Me fui con él a Irlanda y allí me entregué a la inmensa tarea de leer y releer las casi 1.000 páginas de Moby Dick hasta que el texto pasó a formar parte de mí y las metáforas se soldaron como un todo. Fue un proceso febril que me llevó seis meses. Al acabar fui a ver a John y le arrojé los 40 folios del guion. Entonces, como prueba de mi afecto, le propuse que compartiéramos la autoría, a lo que él se negó. Luego, dos años después, me enteré de que finalmente aparecería firmado por ambos. Supe que usurpar guiones era una práctica habitual en él".

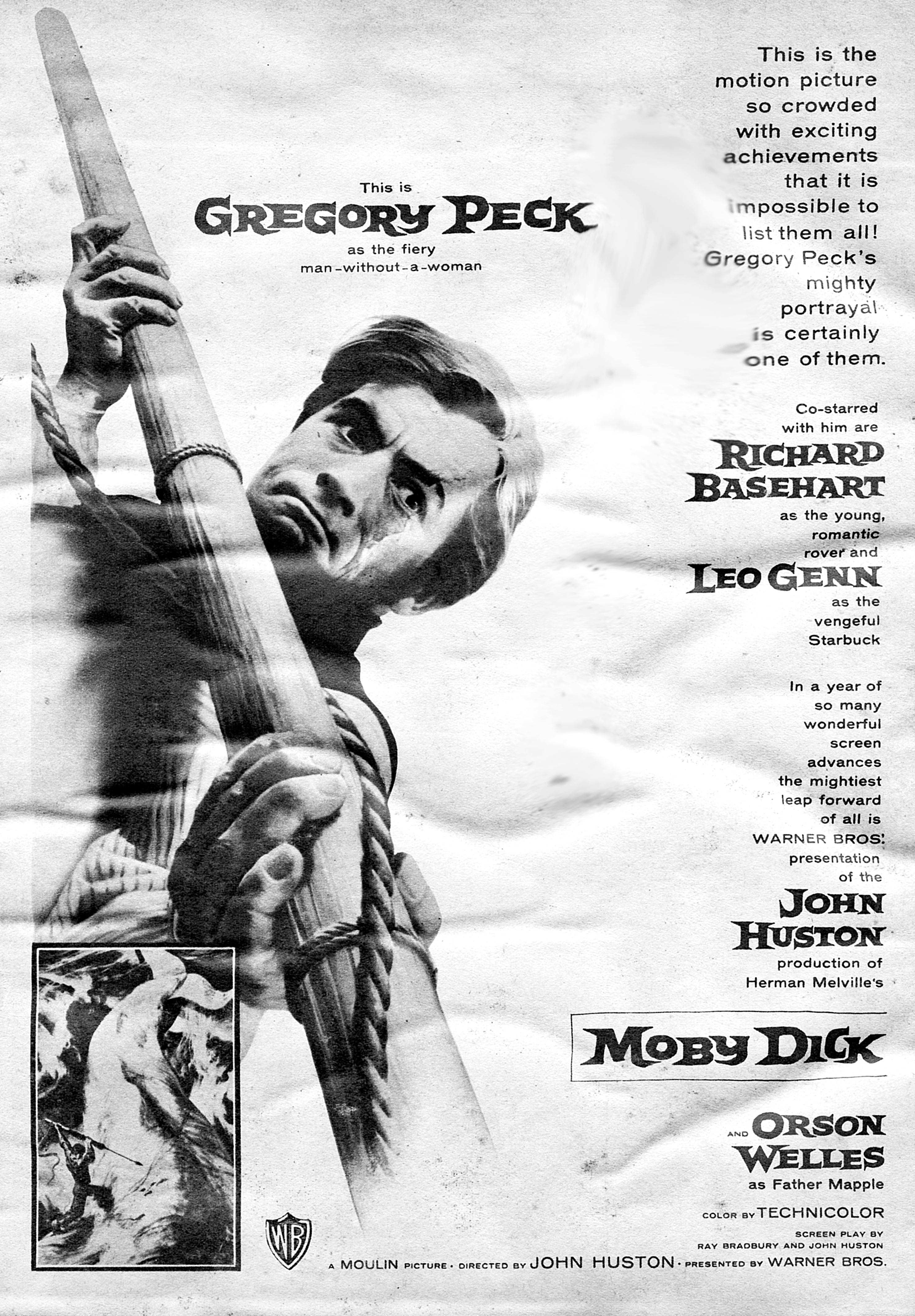
Cartel de la película Moby Dick donde puede leerse la falsa coautoría del guion.

Durante la escritura del guion, hubo mucha tensión entre ambos debido a la actitud intimidante de Huston y a los intentos de decirle a Bradbury cómo hacer su trabajo, a pesar de que Bradbury era un escritor consumado.

"Me levanté de la cama una mañana en Londres, me miré en el espejo y dije: ‘¡Soy Herman Melville!’. Me senté frente a la máquina de escribir y, en ocho horas de escritura apasionada y al rojo vivo, terminé el guion de Moby Dick. Corrí por Londres, le tiré el guion al regazo de John Huston y dije: ‘¡Listo! ¡Está hecho!’. Lo leyó y dijo: ‘Dios mío, ¿qué pasó?’. Dije: ‘Mira: Herman Melville’".

En Irlanda, estando Huston y Bradbury por la noche en casa del primero, al escuchar ulular el viento, Huston decía a Bradbury que era una banshee y le incitaba a que saliera para invitarla a entrar.

## Argumento
El director de cine John Hampton recibe en su mansión irlandesa a Douglas Rogers, guionista de su próximo proyecto,  La bestia. 
Esa noche, el viento aúlla con fuerza en el exterior y John bromea con Douglas diciéndole que se trata de una banshee, espíritu de mujer que busca la muerte de alguien. 
Douglas, siguiendo la broma para demostrar que no está atemorizado, sale al exterior y encuentra a una banshee auténtica que ronda la casa buscando a su antiguo amante para llevarlo consigo a la eternidad.

## Adaptación televisiva
El propio Bradbury adaptó la historia para la serie The Ray Bradbury Theater. El episodio Banshee fue emitido el 22 de febrero de 1986. Dirigido por Douglas Jackson, estuvo 
interpretado por Peter O'Toole, Charles Martin Smith y Jennifer Dale.